# 멜리장드 (예루살렘)

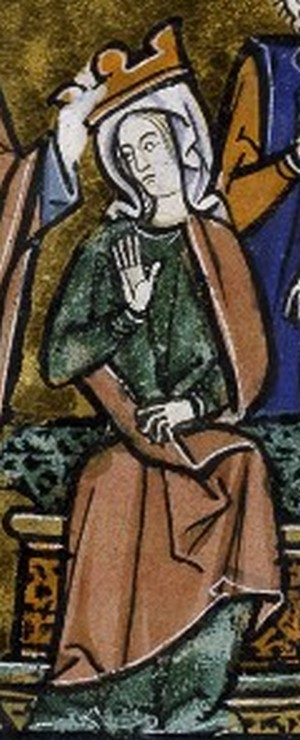
멜리장드

멜리장드(프랑스어: Mélisande, 1105년 - 1161년 9월 11일)는 예루살렘 왕국의 여왕(재위 :1131년-1153년)이자 섭정(1153년 – 1161년)이다. 멜리장드의 자매로는 안티오키아 공작 보에몽 2세의 부인 알릭스, 트리폴리 백작 레몽 2세의 부인 오디에르나, 베다니의 성 나자로 수녀원장 이베트가 있다.

## 유소녀기
멜리장드의 아버지 보두앵은 원래 에데사 백국을 물려받으면서 지역과의 연계를 강화하기 위해 아르메니아의 영주 가브리엘의 딸인 모르피아와 정략결혼을 하였다. 멜리장드는 아버지가 보두앵 1세의 후계자로 선출되는 13살때까지 에데사에서 성장하였다. 예루살렘 왕국의 새로운 왕에게 아들을 낳지 못한 모르피아와 이혼하고 젊은 새 아내를 맞이하라는 권유도 있었지만 이를 거부했다고 한다.
왕의 장녀인 멜리장드는 왕위 계승자로 부상하였다. 보드앵 2세는 멜리장드와 그 후손이 예루살렘을 안정적으로 지배하기 위해 강력한 귀족과 결혼하기를 원했고, 프랑스의 루이 6세는 앙주 백작 풀크 5세을 추천했다. 풀크의 첫 결혼에서 얻은 아들 조프루아는 헨리 1세의 딸 마틸다 (잉글랜드)와 결혼했고, 그 아들은 훗날 영국의 왕(헨리 2세)가 되었다. 1130년 멜리장드는 풀크 사이에서 아들(보두앵 3세)을 낳았고, 보두앵 2세의 사망 후 남편과 함께 공동 통치자가 되었다.

## 궁중 암투
왕국의 지배를 두고 풀크와 멜리장드 사이에서 갈등이 일어났고, 풀크는 자파 백작 위그 2세와 멜리장드의 추문을 문제삼았다. 위그는 보드앵 2세의 충신이었으며 멜리장드의 사촌으로 왕실의 일원이기도 했다. 부부는 1136년 화해하여 차남 아모리가 태어났다. 1143년 남편이 사냥 사고로 사망하자 그의 죽음을 진심으로 슬퍼하였다고 한다.

## 제2차 십자군
1144년 에데사 백국이 이슬람의 이마드 앗 딘 장기의 군대에게 함락되어 멸망하자 멜리장드는 교황에게 특사 위그 드 자발라를 보내 도움을 요청했다. 십자군 원정은 프랑스의 루이 7세와 독일 황제 콘라트 3세가 주도하였으나 별다른 소득 없이 종료되었다.

## 보두앵 3세와의 관계
1152년 성년이 된 보두앵은 정치에 직접 참여하려 하였지만 멜리장드를 따르는 귀족들의 반대를 받았다. 보두앵은 어머니와 대립하여 단독 대관식을 요구했으나 거절당하자 왕국의 귀족회의에 왕국 분할을 요구했다. 멜리장드가 받은 영지는 예루살렘을 비롯해 사마리아, 나불루스등 보두앵이 받은 영지보다 더 부유한 편이어서 보두앵은 결정에 승복하지 못해 남쪽으로 진격한 결과 결국 보두앵이 왕국의 전권을 얻게 되었다. 1153년 모자는 화해하였고 멜리장드가 정치적 조언을 맡기도 했다.

## 죽음
1161년 멜리장드는 뇌졸중 증세로 기억력이 감퇴되어 더 이상 국정에 참여할 수 없었다. 사망하기 전까지 그녀의 동생들인 트리폴리 백작부인과 베다니의 수녀원장이 간호를 맡았다. 1161년 9월 11일에 사망하자 그녀의 어머니인 모르피아 옆에 묻혔다.
| 전임 보두앵 2세 | 제4대 예루살렘의 왕 1131년 - 1153년 | 후임 보두앵 3세 |